# 中村環奈
中村環奈（日语：／ Nakamura Kanna，10月26日—）是日本女性聲優，Rush Style所屬。

## 經歷
是Rush Style附屬養成所「RS Academy」的2期生，2020年8月起與同期的今井文也成為Rush Style準所屬，2022年1月轉為正所屬。
2022年於動畫《即使如此依舊步步進逼》出演女主角八乙女漆，首次參演動畫要角。

## 出演作品
※粗體字為主要角色

### 電視動畫
2019年
- BanG Dream! 2nd season（觀眾）

2021年
- 魔法科高中的優等生（女學生）
- 東京復仇者（女子B）

2022年
- BanG Dream! 少女樂團派對！5週年紀念動畫 -CiRCLE THANKS PARTY!-（女孩子A）
- 神渣☆偶像（老師）
- 即使如此依舊步步進逼（八乙女漆[4]）
- POP TEAM EPIC（第2期）（兔子A、少年A）
- IDOLiSH7 Third BEAT!（女性A）

2023年
- 不相信人類的冒險者們好像要去拯救世界（女孩子）
- 吸血鬼馬上死2（幼年梅多基）
- 【我推的孩子】（SNS的聲音）
- 白聖女與黑牧師（赫賽莉塔[5]）
- 間諜教室
- 英雄教室（安[6]）
- 大小姐和看門犬（藤田）
- 超超超超超喜歡你的100個女朋友（同級生B）
- 七大罪 啟示錄四騎士（安[7]）
- 哥布林殺手II（傭人）

2024年
- 遊戲王GO RUSH（百變貝爾伽CPT）
- 秘密的偶像公主（Miss Macaron）
- 神明渴求著遊戲。（奈琉[8]）
- 黑執事 -寄宿學校篇-（布魯爾家姐妹）
- 關於我轉生變成史萊姆這檔事 第3期（看板娘）
- 迷宮飯（村人2）
- 成為名留歷史的壞女人吧（威廉斯·艾莉西亞[9]）
- 七大罪 啟示錄四騎士 第2期（安[10]）

2025年
- 這公司有我喜歡的人（經理部女員工、女子、女大學生）
- 最弱技能《果實大師》 ～關於能無限食用技能果實（吃了就會死）這件事～（舞者）
- 秘密的偶像公主 環篇（Miss Macaron）
- 受到猩猩之神庇佑的大小姐受到王立騎士團寵愛（蘇菲亞·里拉[11]）
- 完美到難以接近的聖女遭到解除婚約後被賣到鄰國（希瑪莉[12]）
- 持續狩獵史萊姆三百年，不知不覺就練到LV MAX ～其二～（男學生B、店員）
- 我們不可能成為戀人！絕對不行。（※似乎可行？）（甘織玲奈子[13]）
- Silent Witch 沉默魔女的祕密（拉娜·可雷特[14]）
- 惡食千金與狂血公爵（梅爾菲艾拉·馬夏爾雷德[15]）

### 網路動畫
2023年
- 賽馬娘 Pretty Derby Road to the Top（成田路[16]）

### 劇場動畫
2024年
- 賽馬娘 Pretty Derby 新時代之門（成田路[17]）

### 遊戲
2018年
- 御靈錄 Otogi（白菊）

2019年
- 問答RPG 魔法使與黑貓維茲（蓋爾妲[18]）
- 天空艦隊（華爾茲[19]）
- 創世紀戰：安塔利亞戰爭（羅賓[20]）
- 艾爾利亞之編年史（アントラ[21]、ムブ[22]）
- 超偉人大戰-異世界開始的偉人大戰爭-（女神アルテミス[23]）
- 神姬覺醒（クロノス）
- 怪物彈珠（2019~2024 加藤清正、真・荷魯斯[24]、多拉斯波拉）

2020年
- 狐狸在等我（Mim[25]）
- 白貓Project 茶熊學園2020～風雲文化祭篇～（飛天星狸貓）
- 最終休止符 -無止境的螺旋物語-（レナータ[26]）
- 人中之龍7

2021年
- 超異域公主連結 Re:Dive[27]
- 美少女學入門（エイミー、ヘーゼル、MIHO[28]）
- 櫻花革命～綻放的少女們～（水無瀬くりん[29]）
- 幻獸契約 Cryptract（キーラ[30]）

2022年
- 賽馬娘 Pretty Derby（成田路[31][32]）
- 惡狼遊戲（森美咲）

### 語音漫畫
2022年
- 我也不知道誰才是真愛（真理亞[33]）

## 外部連結
- 中村環奈 | Rush Style （页面存档备份，存于）
- 中村環奈的X（前Twitter）